# Olympische Sommerspiele 1976/Teilnehmer (Mexiko)
| Gelbes Symbol für Goldmedaillen mit stilisierten Olympischen Ringen | Graues Symbol für Silbermedaillen mit stilisierten Olympischen Ringen | Braundes Symbol für Bronzemedaillen mit stilisierten Olympischen Ringen |
| ------------------------------------------------------------------- | --------------------------------------------------------------------- | ----------------------------------------------------------------------- |
| 1                                                                   | —                                                                     | 1                                                                       |

Mexiko nahm an den Olympischen Sommerspielen 1976 in Montreal mit einer Delegation von 97 Athleten (92 Männer und 7 Frauen) an 54 Wettkämpfen in 17 Sportarten teil. 
Die mexikanischen Sportler gewannen je eine Gold- und Bronzemedaille. Der Leichtathlet Daniel Bautista wurde im 20-km-Gehen Olympiasieger, während sich der Boxer Juan Paredes im Federgewicht die Bronzemedaille sicherte. Fahnenträgerin bei der Eröffnungsfeier war die Turnerin Teresa Díaz.

## Teilnehmer nach Sportarten

### Basketball
- 10. Platz
Anastacio Reyes
Antonio Ayala
Arturo Guerrero
Gabriel Nava
Héctor Rodríguez
Jorge Flores
Manuel Raga
Manuel Sáenz
Rafael Palomar
Rubén Alcala
Samuel Campis
Jesús García

### Boxen
- Ernesto Rios
Fliegengewicht: in der 1. Runde ausgeschieden

- Juan Paredes
Federgewicht: Bronze

- Nicolas Arredondo
Mittelgewicht: in der 1. Runde ausgeschieden

### Fußball
- in der Gruppenphase ausgeschieden
Alfredo Navarrete
Bardomiano Viveros
Carlos García
Eduardo Rergis Pacheco
Ernesto de la Rosa
Gabriel Márquez
Guillermo Cosio
Héctor Tapia
Hugo Sánchez
Javier Regalado
Jorge López Malo
José Luis Caballero
Rafael Toribio
Víctor Rangel
Antonio Hernández
Mario Carrillo

### Gewichtheben
- Andrés Santoyo
Federgewicht: 9. Platz

### Judo
- Gerardo Padilla
Leichtgewicht: in der 1. Runde ausgeschieden

### Kanu
Männer
- Juan Bostelmann
Zweier-Kajak 500 m: im Halbfinale ausgeschieden
Zweier-Kajak 1000 m: im Viertelfinale ausgeschieden

- Hermelindo Soto
Zweier-Kajak 500 m: im Halbfinale ausgeschieden
Zweier-Kajak 1000 m: im Viertelfinale ausgeschieden

- Roberto Altamirano
Zweier-Canadier 500 m: im Viertelfinale ausgeschieden
Zweier-Canadier 1000 m: im Viertelfinale ausgeschieden

- Juan Martínez
Zweier-Canadier 500 m: im Viertelfinale ausgeschieden
Zweier-Canadier 1000 m: im Viertelfinale ausgeschieden

### Leichtathletik
Männer
- Rodolfo Gómez
5000 m: im Vorlauf ausgeschieden
10.000 m: im Vorlauf ausgeschieden
Marathon: 19. Platz

- Luis Hernández
5000 m: im Vorlauf ausgeschieden
10.000 m: im Vorlauf ausgeschieden

- Mario Cuevas
Marathon: 18. Platz

- José Cartas
110 m Hürden: im Vorlauf ausgeschieden

- Daniel Bautista
20 km Gehen: Gold

- Raúl González
20 km Gehen: 5. Platz

- Domingo Colín
20 km Gehen: Rennen nicht beendet

### Radsport
- Rubén Camacho
Straßenrennen: 45. Platz

- José Castañeda
Straßenrennen: Rennen nicht beendet
Mannschaftszeitfahren: 18. Platz

- Luis Rosendo Ramos Maldonado
Straßenrennen: Rennen nicht beendet

- Rodolfo Vitela
Straßenrennen: Rennen nicht beendet
Mannschaftszeitfahren: 18. Platz

- Ceferino Estrada
Mannschaftszeitfahren: 18. Platz

- Francisco Huerta
Mannschaftszeitfahren: 18. Platz

### Reiten
- Carlos Aguirre
Springreiten: 19. Platz
Springreiten Mannschaft: 8. Platz

- Fernando Senderos
Springreiten: 21. Platz
Springreiten Mannschaft: 8. Platz

- Luis Razo
Springreiten: 40. Platz
Springreiten Mannschaft: 8. Platz

- Fernando Hernández
Springreiten Mannschaft: 8. Platz

- Juan Roberto Redon
Vielseitigkeit: 29. Platz
Vielseitigkeit Mannschaft: ausgeschieden

- David Bárcena
Vielseitigkeit: ausgeschieden
Vielseitigkeit Mannschaft: ausgeschieden

- José Luis Pérez
Vielseitigkeit: ausgeschieden
Vielseitigkeit Mannschaft: ausgeschieden

- Maríano Bucio
Vielseitigkeit: ausgeschieden
Vielseitigkeit Mannschaft: ausgeschieden

### Ringen
- Jorge Frias
Papiergewicht, Freistil: in der 2. Runde ausgeschieden

- Moisés López
Bantamgewicht, Freistil: in der 3. Runde ausgeschieden

### Rudern
- Federico Scheffler
Einer: im Viertelfinale ausgeschieden

### Schießen
- Javier Padilla
Freie Pistole 50 m: 39. Platz

- Olegario Vázquez Raña
Kleinkalibergewehr Dreistellungskampf 50 m: 32. Platz
Kleinkalibergewehr liegend 50 m: 10. Platz

- Justo Fernández
Trap: 29. Platz

- Fernando Walls
Trap: 37. Platz

- Juan Bueno
Skeet: 30. Platz

- Mirek Switalski
Skeet: 41. Platz

### Schwimmen
Männer
- Eduardo Pérez
200 m Freistil: im Vorlauf ausgeschieden
4-mal-200-Meter-Freistil-Staffel: im Vorlauf ausgeschieden

- Guillermo García
200 m Freistil: im Vorlauf ausgeschieden
4-mal-200-Meter-Freistil-Staffel: im Vorlauf ausgeschieden
4-mal-100-Meter-Lagen-Staffel: im Vorlauf ausgeschieden

- Guillermo Zavala
400 m Lagen: im Vorlauf ausgeschieden
4-mal-200-Meter-Freistil-Staffel: im Vorlauf ausgeschieden

- José Luis Prado
100 m Schmetterling: im Vorlauf ausgeschieden
4-mal-200-Meter-Freistil-Staffel: im Vorlauf ausgeschieden
4-mal-100-Meter-Lagen-Staffel: im Vorlauf ausgeschieden

- José Urueta
100 m Rücken: im Vorlauf ausgeschieden
200 m Rücken: im Vorlauf ausgeschieden

- Ignacio Álvarez
100 m Rücken: im Vorlauf ausgeschieden
200 m Rücken: im Vorlauf ausgeschieden
4-mal-100-Meter-Lagen-Staffel: im Vorlauf ausgeschieden

- Gustavo Lozano
100 m Brust: im Vorlauf ausgeschieden
200 m Brust: im Vorlauf ausgeschieden
4-mal-100-Meter-Lagen-Staffel: im Vorlauf ausgeschieden

- Ricardo Marmolejo
200 m Schmetterling: im Vorlauf ausgeschieden
400 m Lagen: im Vorlauf ausgeschieden

Frauen
- Beatriz Camuñas
100 m Brust: im Vorlauf ausgeschieden
200 m Brust: im Vorlauf ausgeschieden

### Segeln
- Daniel Mújica
Finn-Dinghy: 18. Platz

- Javier Prieto
Flying Dutchman: 20. Platz

- Javier Ruiz
Flying Dutchman: 20. Platz

### Turnen
Frauen
- Teresa Díaz
Einzelmehrkampf: 85. Platz
Boden: 86. Platz
Pferdsprung: 84. Platz
Stufenbarren: 83. Platz
Schwebebalken: 85. Platz

- Patricia García
Einzelmehrkampf: 86. Platz
Boden: 84. Platz
Pferdsprung: 86. Platz
Stufenbarren: 85. Platz
Schwebebalken: 86. Platz

### Wasserball
Männer
- 10. Platz
Daniel Gómez
Francisco García
Javier Guerra
Maximiliano Aguilar
Arturo Valencia
Juan Manuel García
Armando Fernández
Víctorino Beristain
Jorge Coste
Juan Yañez
Alfred Schmidt

### Wasserspringen
Männer
- Carlos Girón
3 m Kunstspringen: 7. Platz
10 m Turmspringen: 8. Platz

- Porfirio Becerril
3 m Kunstspringen: 17. Platz

- Ricardo Velarde
10 m Turmspringen: 19. Platz

Frauen
- Norma Baraldi
3 m Kunstspringen: 23. Platz
10 m Turmspringen: 25. Platz

- Deborah Weil
10 m Turmspringen: 13. Platz